# Klasyczna teoria testu
Klasyczna teoria testu (ang. classical test theory) – najstarszy i najbardziej rozpowszechniony model psychometryczny testu, stanowiący podstawę większości liczących się w świecie testów psychologicznych. Model KTT został opracowany w 1950 r. przez amerykańskiego psychologa Harolda Gulliksena.. Nazywany jest też klasycznym modelem wyniku prawdziwego. 
Klasyczna teoria testu zakłada, że wszystkie pozycje testu: 1) mierzą ten sam stopień natężenia cechy oraz 2) charakteryzują się taką samą jakością. 
Nowszym, ale też bardziej skomplikowanym podejściem, będącym alternatywą dla tego modelu klasycznego stanowi model IRT (ang. item response theory), a więc teoria odpowiedzi na pozycje testowe.